# Celia von Bismarck
Celia Gräfin von Bismarck (Genebra, 19 de outubro de 1971 - Genebra, 17 de dezembro de 2010) foi uma condessa suíça que trabalhou na consultoria de fundações culturais e sociais. De 2006 até sua morte, ela foi embaixadora da Cruz Vermelha na Suíça.
No outono de 2010, Celia von Bismarck foi diagnosticada com câncer de pele com metástase, e devido às consequências dessa doença, ela faleceu oito semanas depois.